# Massacre de Belleville
La massacre de Belleville va tenir lloc el 9 d'agost de 1795 a Belleville-sur-Vie, durant la guerra de Vendée. Durant aquest episodi, entre 100 i 300 presoners de guerra republicans van ser massacrats pels Vendéans, per ordre del general Charette, en represàlia per l'execució dels presoners emigrats i Chouan durant l'expedició de Quiberon.

## Preludi
Articles detallats: Batalla d'Essarts i Batalla de Beaulieu-sous-la-Roche (1795).
El 24 de juny de 1795, després de l'anunci de la mort de Lluís XVII i del desembarcament d'emigrants a Quiberon, el Tractat de La Jaunaye va ser trencat pel general de la Vendée François-Athanase Charette de La Contrie, que va reunir el seu exèrcit a Belleville, la seva seu. El mateix dia, va fer arrestar de 24 a 40 homes d'un destacament republicà que havien vingut a Belleville i fer matar el seu guia, un patriota del país, que va ser degollat per un genet. El cap del destacament, el capità Marion, del 7è regiment de caçadors de cavalls, va ser alliberat el 7 de juliol per negociar un intercanvi de presoners, sense èxit. En els dies següents, certs genets republicans van acceptar incorporar-se a les files dels reialistes, els altres van ser afusellats.
El 25 de juny, Charette va prendre per sorpresa el camp d'Essarts i el 27, un comboi republicà va caure en una emboscada a Beaulieu-sous-la-Roche. Durant aquestes batalles, diversos republicans foren fets presoners, després tancats a Belleville.
Mentrestant, a la Bretanya, l'expedició de Quiberon va acabar en fracàs. El 21 de juliol, els emigrants i chouans capitularen i 748 d'ells van ser afusellats en els dies següents.

## Procés
La notícia del desastre de Quiberon va arribar a Belleville el matí del diumenge 9 d'agost, poc abans de la missa. Charette es va enfadar violentament i immediatament va ordenar l'execució dels presoners republicans en represàlia.
Els porten del poble, a un bosc. Alguns potser haurien estat afusellats primer, però per salvar municions els Vendeancs van massacrar els altres amb baionetes i sabres o fins i tot amb estaques i pals.

L'oficial de la Vendée Lucas de La Championnière deixa el següent relat a les seves memòries:
| « | "Fins a l'afer Quiberon, els nostres presoners eren tancats a Belleville; la seva existència allà era molt difícil, tenien molt poc pa i a la nit estaven tancats en una habitació tan estreta que difícilment podien anar-se'n al llit de cop; però finalment van viure i van tenir l'esperança de ser intercanviats; després del tracte donat als emigrants de Quiberon, el senyor Charette va donar l'ordre de fer-los morir; que es va dur a terme de la manera més atroç mentre estàvem a missa. Un oficial va tenir la vilesa d'anar a explicar la història a la seu i de presumir d'haver-se fet de botxí: «Apartau-vos de la meva presència», li va dir el general, «ereu indigne d'ocupar un lloc d'oficial». D'aquesta reprimenda podem creure que no s'havia designat el tipus de tortura." | » |

Charles-Joseph Auvynet, antic secretari de Charette però absent de Belleville en aquell moment, deixa el següent relat als seus «Éclaircissements»:
| « | "Aquests desafortunats, més d'un centenar, van ser portats a un bosc no lluny de Belleville i noquejats amb pals i estaques pels soldats que formaven la guàrdia de Charette. Els caníbals van tornar d'aquesta sagnant execució portant les restes sagnants de les seves víctimes com un trofeu. La resta van ser afusellats al pati de la presó. Aquestes dues escenes horribles van passar un diumenge, quan Charette, acompanyat d'una part de la seva tropa, estava escoltant missa. L'afusellament va tenir lloc al castell de Belleville, i així els crits dels moribunds i dels assassins es van barrejar amb les cançons que s'escoltaven en lloança de la divinitat." | » |

Segons Le Bouvier-Desmortiers, Charette només va salvar uns quants homes per prendre una nota a les autoritats republicanes en la qual el líder de la Vendée adverteix que farà servir represàlies "cada cop que es sacrifiquen presoners reialistes",[nota 1.] No obstant això, segons Le Bouvier-Desmortiers i segons el testimoni d'un supervivent de la presó de Belleville, Louis Barion, entrevistat el 7 de setembre, Charette no va enviar cap emissari després de les execucions.[nota 2.]

Quan va saber que Charette havia ordenat la massacre dels seus presoners a Belleville, el general Lazare Hoche va escriure al general Hédouville:
| « | ""El maldestre!" El seu cor no li va dir que enviant-nos aquests presoners després de les execucions d'Auray, hauria aconseguit la més bella de les seves victòries contra nosaltres. Bonchamps no s'ho hauria perdut. | » |

## Pèrdues humanes
La massacre va deixar entre 100 i 300 morts segons les fonts. Charles Auvynet esmenta "una mica més d'un centenar" de morts. François Eriau, un combatent de Vendée capturat el juliol de 1795 i interrogat al districte de Challans, suggereix que uns 150 republicans van ser detinguts a Belleville, dels quals 38 presos a la batalla d'Essarts i una mica més de 100 presos a la batalla de Beaulieu. Lucas de La Championnière, per la seva banda, va elevar el nombre de republicans presos a Beaulieu a gairebé 300. Segons una carta del general republicà Emmanuel de Grouchy, escrita el 7 de juliol de 1795, el nombre de patriotes capturats a Essarts i Beaulieu era de més de 200, Jean-Julien Savary cita per la seva banda un resum de l'interrogatori de Barion, realitzat per l'administració de Fontenay-le-Comte i enviat al Comitè de Seguretat Pública, que indica que la massacre va deixar 300 morts, Charles Cochon de Lapparent també dona un nombre de morts de 300 morts en un informe dirigit al Comitè de Seguretat Pública el 26 d'agost de 1795. Capturat i interrogat el 1796, Charette només admet entre 15 i 18 morts.